# Łyków
Łyków – wieś w Polsce położona w województwie łódzkim, w powiecie łęczyckim, w gminie Świnice Warckie. Miejscowość wchodzi w skład sołectwa Drozdów.
W latach 1975–1998 miejscowość administracyjnie należała do województwa konińskiego.